# Cultura popular
|  | Aquest article tracta sobre sobre la cultura de les classes populars. Si cerqueu els costums i tradicions de les cultures, vegeu «folklore». |

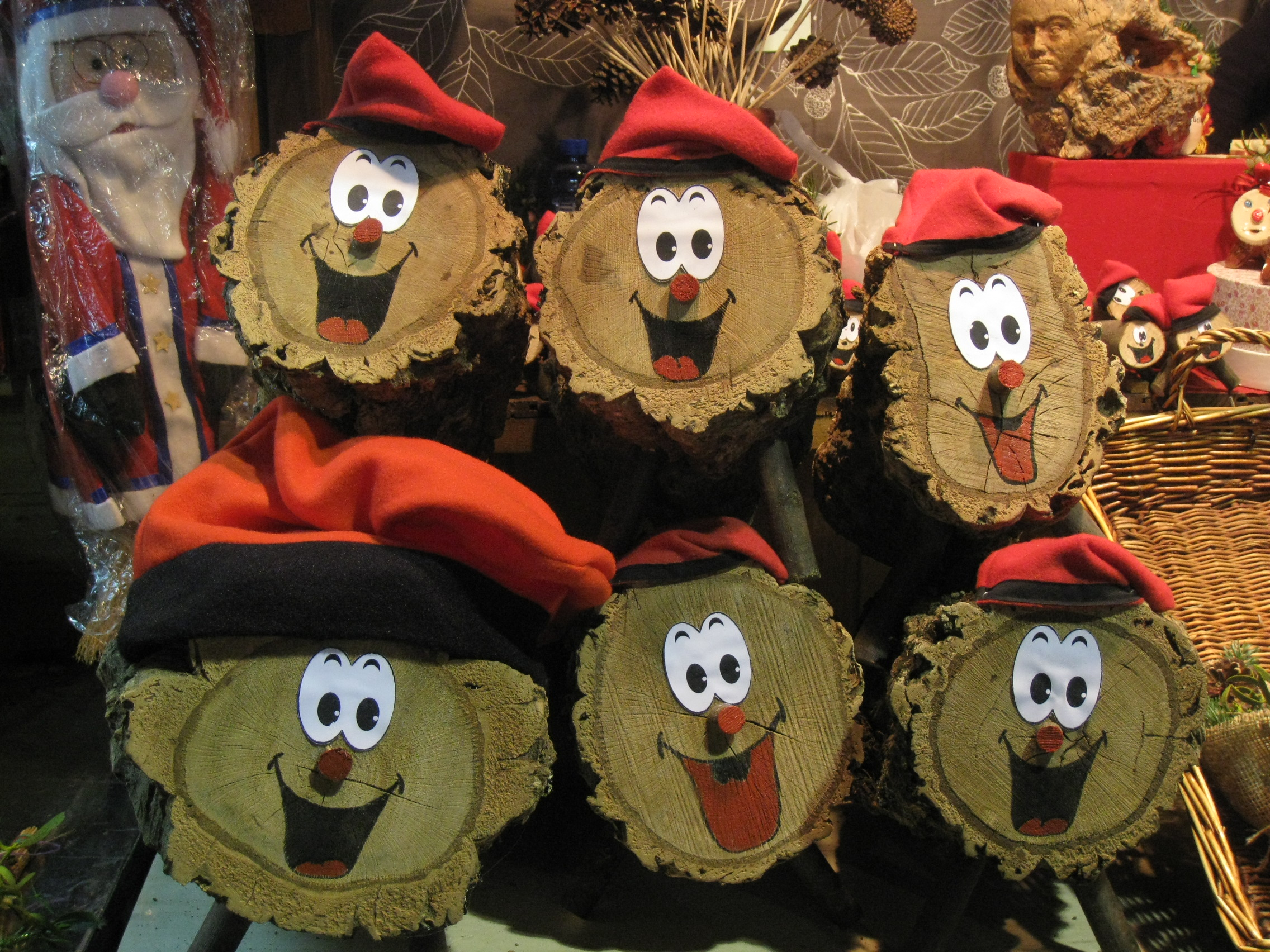
El tió de Nadal és una tradició popular molt arrelada a Catalunya

La cultura popular és el conjunt de manifestacions culturals produïdes o consumides per les classes populars com ara tradicions, cançons, llegendes i supersticions, en contraposició a l'alta cultura o cultura acadèmica centrada en formes d'expressió socialment excloents considerades superiors i elitistes. Tradicionalment la cultura popular es transmet de manera oral, tot i que modernament l'expansió dels mitjans de comunicació i l'aparició d'internet ha fet que esdevinguin un catalitzador important de cultura popular. La cultura popular es diferencia del folklore perquè la primera posa èmfasi en la popularitat, mentre que el segon posa èmfasi en el component tradicional.
El terme «cultura pop» també s'utilitza per a referir-se als trets característics, sobretot iconogràfics, de la cultura de masses en un moment determinat (tendències musicals, artístiques, cinematogràfiques, etc.). En aquest sentit, la cultura popular s'origina com a resposta a la cultura oficial, perquè l'una i l'altra representen diferents sectors socials, així com diferents gustos i interessos, segons autors com Mikhaïl Bakhtín, un estudiós de la cultura popular de l'edat mitjana. Com a tal, la cultura popular es caracteritza per ser un producte fonamentalment creat i consumit per les classes populars, compostes fonamentalment per individus de baixa extracció social, és a dir, del poble pla o la plebs.
La cultura popular, a més, es considera com un dels factors distintius de la identitat d'una nació, perquè s'hi troben plasmats els valors culturals, tradicions, sistemes de creences i costums que expressen la singularitat del poble que conforma un país. Alguns exemples de la cultura popular són expressions musicals com el jazz (sobretot en els seus inicis), el reggae, el rap o el rock i el pop, així com els grafit, els còmics i la literatura fantàstica, la novel·la negra i de ciència-ficció.